# Stazione di Guardiagrele
La stazione di Guardiagrele era una stazione ferroviaria posta sulla tratta Ortona-Crocetta della ferrovia Sangritana. Serviva il comune di Guardiagrele. Il fabbricato della casa cantoniera,  in abbandono, si trova in contrada Melone.